# ALS Mimics
Als ALS Mimics oder ALS Mimic Syndromes, deutsch ALS-ähnliche Erkrankungen werden Erkrankungen bezeichnet, die dem frühen Verlauf der Amyotrophen Lateralsklerose (ALS) stark ähneln können und als Differentialdiagnosen ausgeschlossen werden müssen. Hinter etwa 10 % der ALS-Diagnosen steht eine solche ALS-ähnliche Erkrankung. Dies ist im klinischen Alltag bedeutsam, weil es für ALS bislang keine Therapie gibt. Die falsche Diagnose führt dann dazu, dass eine potentiell therapierbare Erkrankung übersehen wird.

## Anerkannte ALS Mimics
Folgende Erkrankungen gelten als anerkannte ALS Mimics:
- CIDP (chronisch inflammatorische demyelinisierende Polyradikuloneuropathie)
- Multifokale motorische Neuropathie
- Sporadische Einschlusskörpermyositis
- Spinobulbäre Muskelatrophie Typ Kennedy
- spinalen Muskelatrophie
- Neuromyotonie
- metabolische Erkrankungen (Adrenoleukodystrophie, Metachromatische Leukodystrophie, Tay-Sachs-Syndrom) und zervikale Myelopathie[1]
- Hereditärer Motorischer und sensible Neuropathie (HMSN)[4]
- Mitochondrienphatie

Weniger seltene ALS Mimics sind:
- Myasthenia gravis (insbesondere, da bei Neuromyotonien häufig ebenfalls Antikörper wie bei der MG vorhanden sind)
- Lambert-Eaton-Rooke-Syndrom
- Poliomyelitis
- Post-Poliomyelitis
- Schwermetallvergiftung.[5]

## Trennung in UMN und LMN
Einige ALS Mimics lassen sich bereits durch ihr Erscheinungsbild ausschließen. Eine ALS besteht meist aus einer Beteiligung des oberen (ersten) Motoneurons (engl. UMN – upper motor neuron) und des unteren (zweiten) Motoneurons (LMN – lower motor neuron). 
Einen Defekt des ersten Motoneurons führt zu einer Spastik. Einen Defekt des zweiten Motoneurons führt zu Atrophien (Muskelschwund) und Faszikulationen.  Bei einer Spastik muss zunächst abgeklärt werden, ob es sich nicht um andere Tonuserhöhungen handelt. So kann eine Myotonie oder Neuromyotonie ebenfalls wie eine Spastik wirken. Hier eignet sich im fortgeschrittenen Stadien das MRT, man sieht eine Beteiligung des ersten Motoneurons durch hypertense Pyramidenbahnen. Gleichzeitig lassen sich diverse ALS Mimics (z. B. Kupfersalzeinlagerungen bei Morbus Wilson) erkennen.